# Вількув-над-Віслою
Вількув-над-Віслою (пол. Wilków nad Wisłą) — село в Польщі, у гміні Леонцин Новодворського повіту Мазовецького воєводства.
Населення — 69 осіб (2011).
У 1975-1998 роках село належало до Варшавського воєводства.

## Демографія
Демографічна структура станом на 31 березня 2011 року:
|          | Загалом | Допрацездатний вік | Працездатний вік | Постпрацездатний вік |
| -------- | ------- | ------------------ | ---------------- | -------------------- |
| Чоловіки | 35      | 9                  | 22               | 4                    |
| Жінки    | 34      | 5                  | 18               | 11                   |
| Разом    | 69      | 14                 | 40               | 15                   |